# Куљанчићи
Куљанчићи су насељено мјесто у општини Власеница, Република Српска, БиХ. Према попису становништва из 1991. у насељу је живјело 249 становника.

## Становништво
Према попису становништва из 1991. године, мјесто је имало 249 становника.
| Демографија | Демографија | Демографија |
| Година      | Становника  | Становника  |
| ----------- | ----------- | ----------- |
| 1961.       | 54          |             |
| 1971.       | 91          |             |
| 1981.       | 132         |             |
| 1991.       | 149         |             |